# ラジコン探偵団
『ラジコン探偵団』（ラジコンたんていだん）は、すがやみつるによる日本の漫画作品。『テレビマガジン』（講談社）において、1978年9月増刊号に掲載。その後、同年から1979年まで連載された。ラジコン模型自動車を題材とした小学生向けの漫画である。単行本全2巻。

## 概要
すがやが自著の漫画の中でも最も思い入れが深いとしている作品。当時のすがやは無線やラジコンが趣味であったため、『テレビマガジン』編集者からの依頼で同誌の増刊号に読み切りとして本作を掲載したところ、アンケートで票の7割以上を獲得して人気第1位となり、本誌別冊付録での連載が開始された。作中では、タミヤの電動ラジコンカー第1号であるポルシェ・934がいち早く登場しており、これは『テレビマガジン』でのすがやの前作『ひみつ指令マシン刑事999』と同じ車種である。
後のすがやのヒット作『ゲームセンターあらし』ほどではないが、当時は誌上で一番の人気を独占し続け、単行本が増刷を重ねるほど好調に連載を続けていた。しかし当時の『テレビマガジン』はテレビ雑誌として『仮面ライダー』を強く推しており、オリジナル漫画が一番人気があることが広告などの面で問題視されたため、連載中止となった。このため単行本全2巻のうち、第2巻は雑誌未収録の原稿と書き下ろし作品が大半を占めている。
連載終了後はすがやの編集部への持ち込み企画により、講談社から『ラジコンカー大事典』というラジコン入門書が刊行され、ベストセラーとなった。また『テレビマガジン』誌上では、本作の主人公たちがラジコンの遊び方を教える「大助のラジコン学校」が掲載された。
本作における「ラジコン」の語は主に「ラジオコントロールカー」の意味で使用されている。しかしながら「ラジコン」は増田屋コーポレーションの登録商標であることから、本作品にはその旨の注釈が記載されている。
2002年に復刻の企画が持ち上がり、2009年には電子書籍として再版が開始された。

## あらすじ
ラジコン仲間の大助、福ちゃん、三太の小学生3人組はある日、誘拐事件に巻き込まれるが、持ち前のラジコンの知識をいかして事件を解決する。ラジコン探偵団となった3人はその後もラジコンカーを武器に、銀行強盗事件や密輸事件など、次々に難事件に挑む。

## 書誌情報
- すがやみつる『ラジコン探偵団』講談社〈講談社コミックス〉、1979年。

1. 1979年2月25日発行
2. 1979年7月25日発行